# Демонаса
Демонаса је у грчкој митологији било име више личности.

## Етимологија
Име Демонаса има значење „краљица народа“.

## Митологија
- Према Хигину, она је била мајка Аргонаута Еуридаманта и Еуритиона. Њихов отац је био или Ир или Ктимен.[2]
- Такође према Хигину, Демонаса је била Филоктетова мајка. Била је удата за Пејанта.[2] Она је, заједно са сином, потпалила ломачу на коју се попео Херакле када је желео да себи скрати муке проузроковане непромишљеношћу његове супруге Дејанире.[1]
- Хигин је навео и Демонасу која је била Егијалејева супруга и Адрастова мајка.[2]
- Према Аполодору и Паусанији, била је кћерка Амфијараја и Ерифиле. Она се била удала за Терсандра, са којим је имала сина Тисамена.[2]

## Уметност
Хероина по имену Демонаса је приказана на атичком црвенофигуралном килику из 400. п. н. е. који се чува у музеју у Калифорнији. Уз њу су приказани и богови Пејто и Ерос који је заводе. На хидрији која датира из сличног периода, рађеној у истом стилу, насликана је Афродита како вози кочије у које су упрегнути Ероти у сцени која приказује љубав Фаона према Демонаси. Пасуанија је описивао да је на Кипселовом сандуку (ковчегу) у Олимпији, између осталог, била приказана и Амфијарајева кућа испред које је стајала Ерифила украшена огрлицом, са својим кћеркама Демонасом и Еуридиком и сином Алкмеоном, који је на слици представљен као дечак без одеће.